# باب بلکمن
رابرت جان بلکمن (به انگلیسی: Robert John Blackman؛ زاده ۲۶ آوریل 1956) سیاستمدار حزب محافظه کار است که از سال ۲۰۱۰ نماینده پارلمان بریتانیا (MP) برای هارو ایست بوده‌است. او از سال ۲۰۱۲ در هیئت اجرایی بکبنچر کمیته ۱۹۲۲ فعالیت کرده‌است. او بین سال‌های ۲۰۰۴ تا ۲۰۰۸ عضو شورای شهر لندن برای برنت و هارو بود.

## عضو پارلمان
در انتخابات عمومی سال ۲۰۱۰، بلکمن حوزه انتخابیه هارو شرق را از چنگ تونی مک نالتی از حزب کارگر به دست آورد. او در سال ۲۰۱۵ و ۲۰۱۷ مجدداً انتخاب شد.
بلکمن در همه‌پرسی سال ۲۰۱۶ از برگزیت حمایت کرد. او متعاقباً به گروه تحقیقات اروپایی، یک گروه بدبین در پارلمان پیوست.
بلکمن یکی از مسئولان گروه محافظه کار دوستان اسرائیل است. او عضو چندین هیئت عازم اسرائیل بوده‌است، از جمله در طول درگیری عملیات دیوار دفاعی که او برای یک جلسه توجیهی نظامی اسرائیل در مورد سیستم دفاعی گنبد آهنین از آن بازدید کرد.
در سال ۲۰۱۵، مأمور انطباق اداره مستقل استانداردهای پارلمانی (IPSA) حکم کرد که بلکمن ۷۳۲ ادعای مسافت پیموده شده نادرست ارائه کرده‌است. بر اساس گفته IPSA، او برای یک پیمایش دو مایلی تا ۱۰ مایل را ادعا کرد که او را به عنوان پرپیمایش‌ترین نماینده پارلمان تبدیل کرد و تقریباً دو برابر مسافت پیموده شده ۱۰ نماینده پرپیمایش بعدی را ادعا کرد.
در سال ۲۰۱۷، بلکمن به دلیل میزبانی تاپان گوش، یک افراطی ضداسلام از هند، در مراسمی در مجلس عوام در اکتبر ۲۰۱۷، و همچنین به اشتراک گذاشتن پست‌های ضداسلام تامی رابینسون فعال راستگرای تندرو و عضویت در گروه‌های ضداسلام متعدد در فیس بوک، انتقاد تام پک از ایندیپندنت را برانگیخت. این اظهارنظرها و برخی دیگر از نامزدها و نمایندگان محافظه کار باعث شد تا شورای مسلمانان بریتانیا خواهان تحقیق مستقل دربارهٔ اسلام هراسی ادعایی در حزب محافظه کار شود.
در آگوست ۲۰۱۹، بلکمن حمایت خود را از نارندرا مودی، نخست‌وزیر هند برای لغو ماده ۳۷۰ قانون اساسی هند اعلام کرد و این ماده را یک "ناهنجاری" خواند و افزود که " پندیت‌های کشمیری پس از قرار گرفتن در معرض پاکسازی قومی، باید حق بازگشت تضمین شده داشته باشند. ".

### گروه پارلمانی همه حزبی آذربایجان
بلکمن رئیس گروه پارلمانی همه حزبی آذربایجان (APPG) است. در سال ۲۰۱۳، گاردین مقاله‌ای با عنوان «هتل‌های مجلل و دیپلماسی خاویاری: چگونه نخبگان آذربایجان نمایندگان مجلس را جذب کردند» منتشر کرد و بلکمن از جمله نمایندگان بریتانیایی بود که بابت یک سفر پنج روزه به آذربایجان که توسط انجمن اروپایی آذربایجان (TEAS) پرداخت شده بود، مورد  انتقاد این مطلب قرار گرفت. نشنال در سال ۲۰۲۲ تأکید کرد که هزینه چندین سفر وی به آذربایجان توسط پارلمان آذربایجان یا سفارت آن در لندن پرداخت شده‌است. تعدادی از شخصیت‌های بلندپایه آذربایجان، از جمله در سال‌های ۲۰۲۰ و ۲۰۲۱ از جوانشیر فیضی‌ف، نماینده پارلمان آذربایجان برای بلکمن جلسات توجیهی برگزار کردند، که توسط آژانس ملی جرایم مورد تحقیق قرار گرفت، و پس از آن پرونده‌ای در دادگاه تشکیل شد که در آن دستور توقیف ۵٫۶ میلیون پوند پول نقد پولشویی شده از حساب‌های خانواده اش صادر شد. اوپن دموکراسی در فوریه ۲۰۲۲ گزارش داد که بلکمن چهار پیشنهاد طرفدار این حکومت را در مجلس ارائه کرد و به دو وزیر خارجه نامه نوشت و از آنها خواست که روابط خود را با آذربایجان تقویت کنند و حریفش ارمنستان را محکوم کنند. بلکمن در ژوئیه ۲۰۲۰ به پادکست Eye To Eye گفت که به‌طور منظم «از طرف دوستان خوب در آذربایجان موضع‌گیری می‌کند» که [با اشاره به درگیری‌های ژوئیه ۲۰۲۰ ارمنستان و آذربایجان ] «در این نوع درگیری‌ها… هرکسی که بهترین تبلیغات را دریافت کند، توجه شنوندگان و بینندگان را به خود جلب می‌کند، و افزود که در این زمینه «اطلاعات از طریق سفارت آذربایجان در بریتانیا به او داده شده‌است» و سفارت آذربایجان را به خاطر «بسیار مفید و بسیار فعال» بودن تحسین می‌کند.». بلکمن از دومینیک راب وزیر امور خارجه وقت خواست تا در جنگ ۲۰۲۰ قره باغ از آذربایجان حمایت کند. در مورد لابی بلکمن در آذربایجان، استیو گودریچ از گروه ضد فساد شفافیت بین‌الملل بریتانیا اظهار داشت: «بسیار تکان‌دهنده است که برای نمایندگان مجلس توسط سفارت‌های خارجی عملاً جلسات توجیهی برگزار شود و سپس در مجلس بر اساس آنچه به آنها توصیه شده‌است، مشارکت داشته باشند. "

## افتخارات و جوایز
- هند:
  - ۲۰۲۰: پادما شری از هند[۱۷][۱۸][۱۹]